# Cytisus baeticus
El escobón andaluz (Cytisus baeticus) es un arbusto de la familia de las fabáceas.

## Descripción
Arbusto de hasta 5 metros o más. Ramas verdes y con 7 costillas longitudinales. Hojas trifoliadas, caducas, con peciolos largos. Flores solitarias o en grupos de 2 o 3, sobre pedúnculos tan largos o más que las hojas; cáliz campanulado, bilabiado, con pelillos; corola de 16 a 21 mm, amarilla; quilla redondeada en la parte superior; estilo enrollado. Fruto legumbre cubierto con pelos largos. Florece en invierno y primavera.

## Hábitat
Sobre suelos húmedos, en umbría. En claros de quejigares de Quercus canariensis, alcornocales y encinares en todo tipo de terrenos.

## Distribución
Mitad meridional de Portugal, Andalucía occidental, sur de Extremadura y noroeste de África (Argelia y Marruecos).

## Taxonomía
Cytisus baeticus fue descrita por (Webb), Steud.  y publicado en Nomenclator Botanicus. Editio secunda 1(4): 477. 1840.
Etimología
Cytisus: nombre genérico que deriva de la palabra griaga: kutisus, un nombre griego de dos leguminosas, que verosímilmente son una alfafa Medicago arborea L. y un codeso Laburnum anagyroides Medik.
baeticus: epíteto geográfico que alude a su localización en la Bética.
Sinonimia
- Cytisus arboreus subsp. baeticus (Webb) [[René Charles Maire

Saltar a: navegación, búsqueda |Maire]] in Mém. Soc. Sci. Nat. Maroc 7: 171 (1924)  
- Sarothamnus arboreus subsp. baeticus (Webb) C.Vicioso in Bol. Inst. Forest. Invest. Exp. 72: 222 (1955)
- Cytisogenista baetica (Webb) Rothm. in Repert. Spec. Nov. Regni Veg. 49: 56 (1940)
- Cytisus baeticus (Webb) Steud., Nomencl. Bot. ed. 2 1: 477 (1840)
- Sarothamnus baeticus Webb, Iter Hisp. 52 (1838)
- Genista gaditana Rouy in Rouy & Foucaud, Fl. France 5: 314 (1899)
- Sarothamnus gaditanus Boiss. & Reut., Diagn. Pl. Nov. Hisp. 10 (1842)
- Cytisus patens auct. , non (L.) L.[5]

## Galería

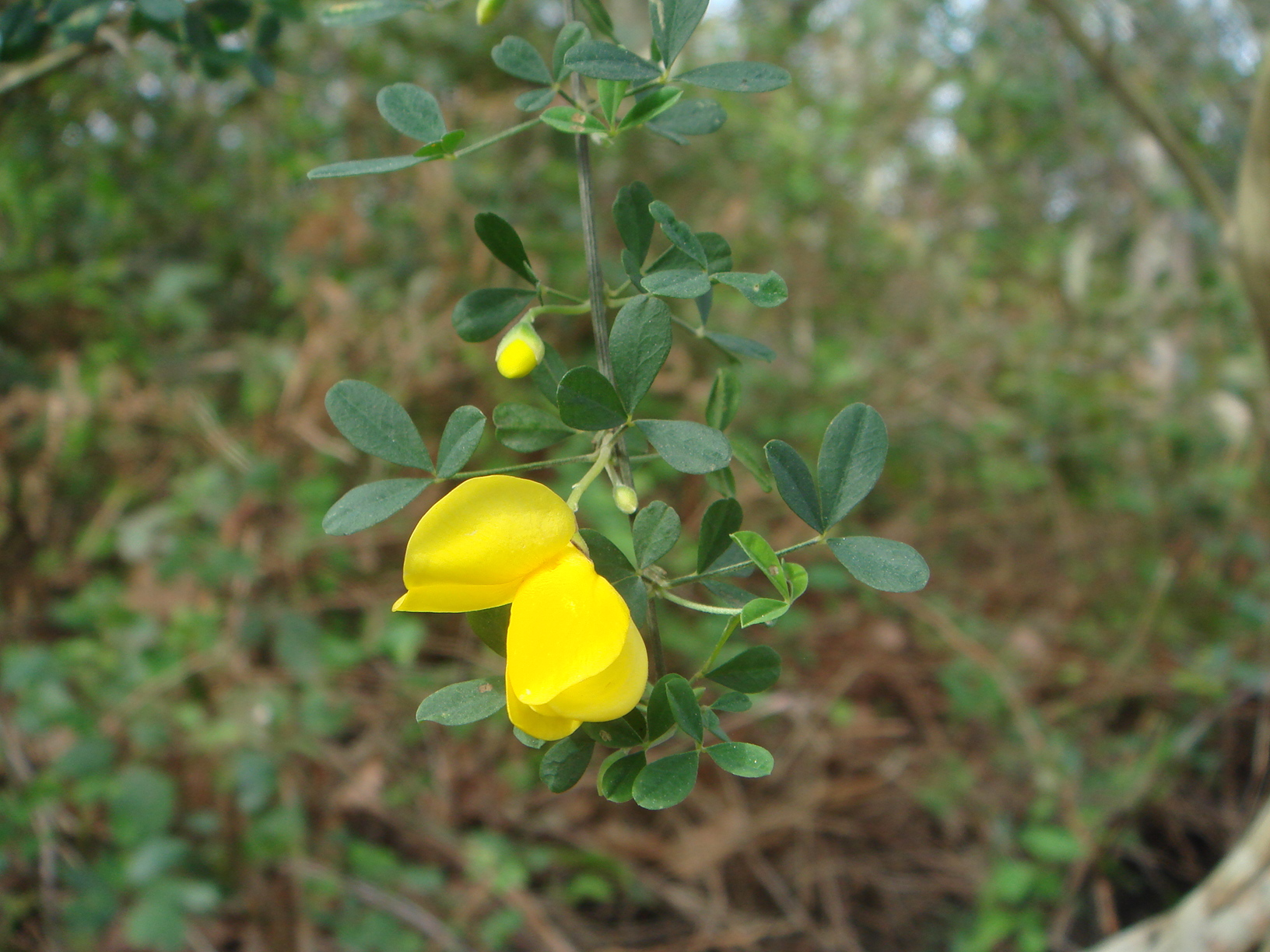
Cytisus arboreus subsp. baeticus
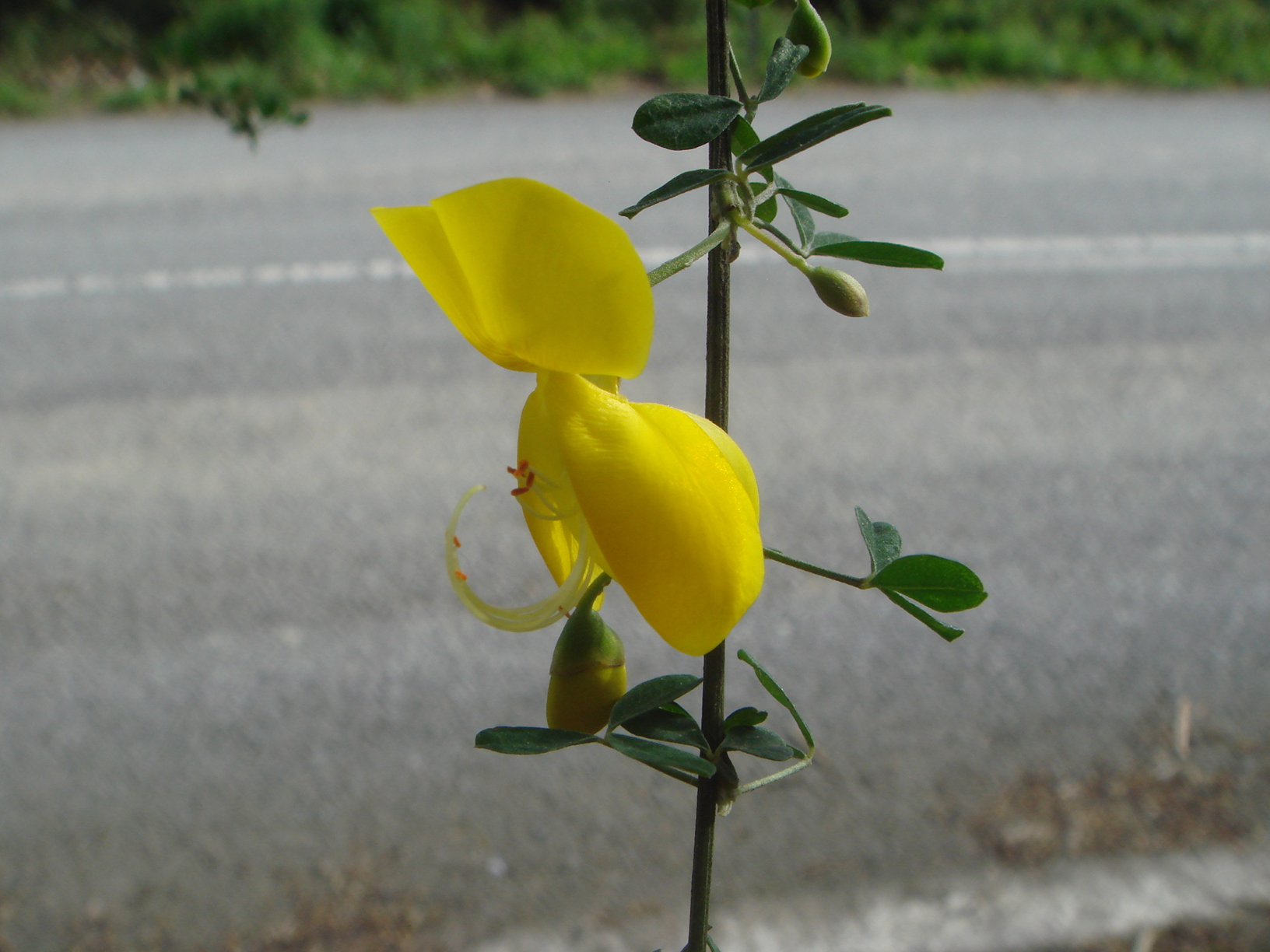
Flor
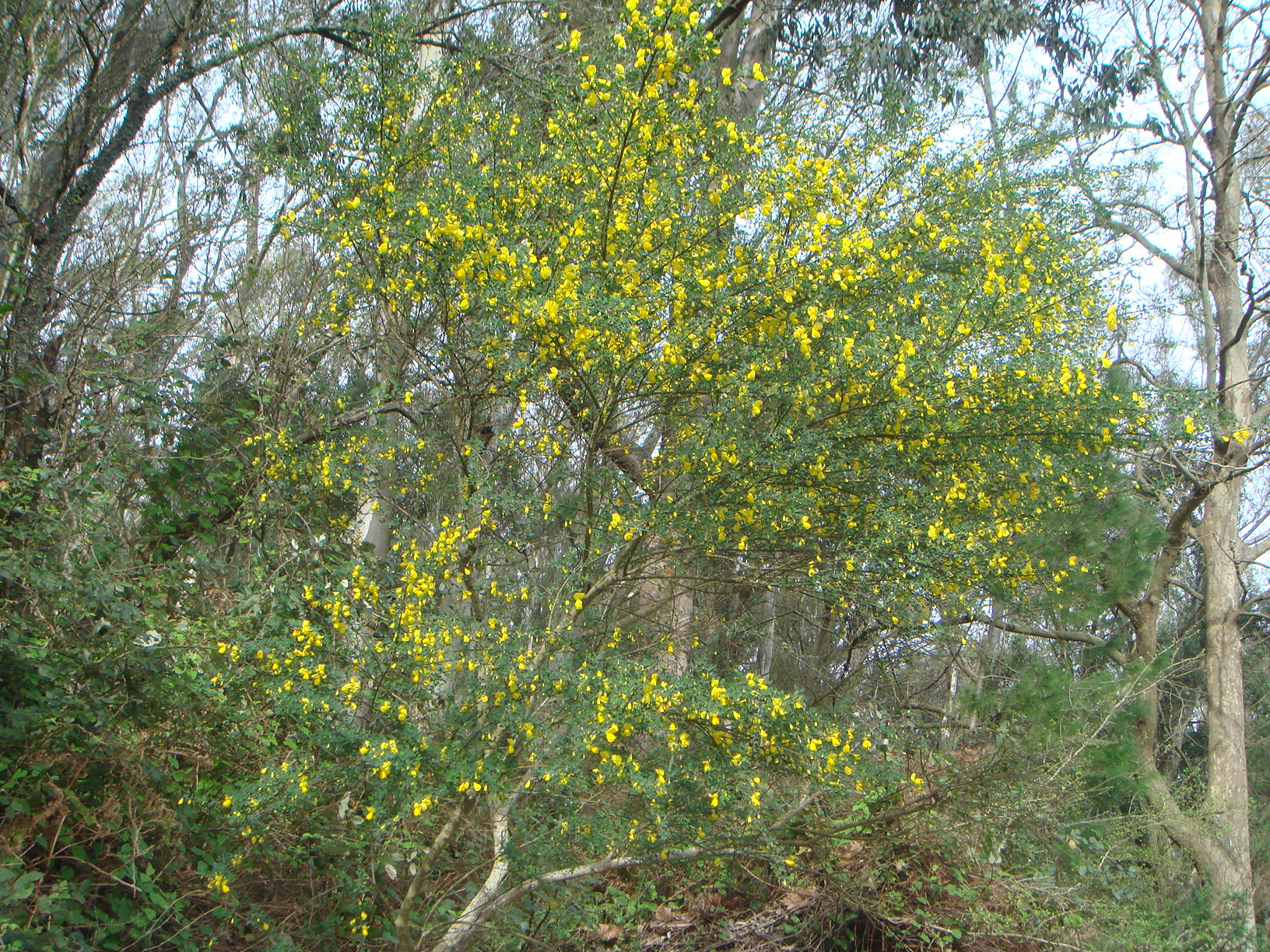
Habitus
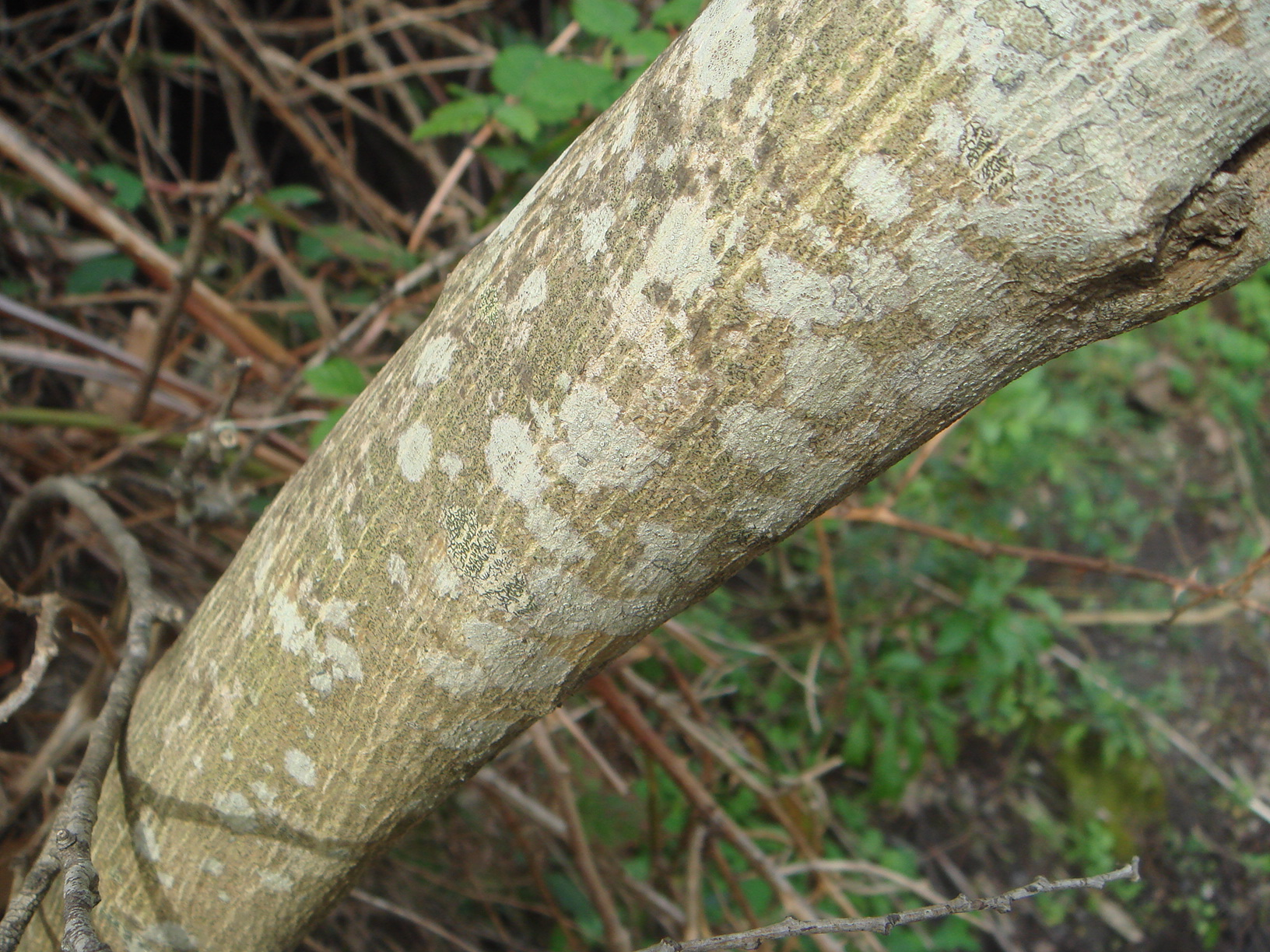
Corteza